# Gran Premio de Austria de Motociclismo de 1988
El Gran Premio de Austria de Motociclismo de 1988 fue la séptima prueba de la temporada 1988 del Campeonato Mundial de Motociclismo. El Gran Premio se disputó el 12 de junio de 1988 en el circuito de Salzburgring.

## Resultados 500cc
Cuarto triunfo de la temporada para el estadounidense Eddie Lawson que, junto a la retirada del australiano Wayne Gardner de la prueba, lo catapultan en el liderato de la clasificación general. El podio se completó con el belga Didier de Radiguès y el también estadounidense Wayne Rainey, que se coloca en la segunda posición de la general.
| Pos.     | Piloto                | Equipo                                   | Moto      | Tiempo    | Pts. |
| -------- | --------------------- | ---------------------------------------- | --------- | --------- | ---- |
| 1        | Eddie Lawson          | Marlboro Yamaha Team Agostini            | Yamaha    | 39:40.630 | 20   |
| 2        | Didier de Radiguès    | Marlboro Yamaha Team Agostini            | Yamaha    | +2.790    | 17   |
| 3        | Wayne Rainey          | Team Lucky Strike Roberts                | Yamaha    | +12.550   | 15   |
| 4        | Kevin Schwantz        | Suzuki Pepsi Cola                        | Suzuki    | +13.590   | 13   |
| 5        | Pierfrancesco Chili   | HB Honda Gallina Team                    | Honda     | +19.310   | 11   |
| 6        | Kevin Magee           | Team Lucky Strike Roberts                | Yamaha    | +22.070   | 10   |
| 7        | Shunji Yatsushiro     | Rothmans Honda Team                      | Honda     | +26.830   | 9    |
| 8        | Ron Haslam            | Team ROC Elf Honda                       | Elf Honda | +59.450   | 8    |
| 9        | Rob McElnea           | Suzuki Pepsi Cola                        | Suzuki    | +1:00.370 | 7    |
| 10       | Patrick Igoa          | Sonauto Gauloises Blondes Yamaha Mobil 1 | Yamaha    | +1:07.660 | 6    |
| 11       | Gustav Reiner         | Team Hein Gericke                        | Honda     | +1 Vuelta | 5    |
| 12       | Bruno Kneubühler      | Romer Racing Suisse                      | Honda     | +1 Vuelta | 4    |
| 13       | Fabio Biliotti        | Team Amoranto                            | Honda     | +1 Vuelta | 3    |
| 14       | Massimo Broccoli      | Cagiva Corse                             | Cagiva    | +1 Vuelta | 2    |
| 15       | Manfred Fischer       | Team Hein Gericke                        | Honda     | +1 Lap    | 1    |
| 16       | Andreas Leuthe        |                                          | Suzuki    | +1 Vuelta |      |
| 17       | Franz Holzmeier       |                                          | Honda     | +1 Vuelta |      |
| 18       | Josef Doppler         | MRC Grieskirchen                         | Honda     | +1 Vuelta |      |
| 19       | Nicholas Schmassman   | FMS                                      | Honda     | +1 Vuelta |      |
| 20       | Georg Robert Jung     | Weigl Telefix Racing Team                | Honda     | +1 Vuelta |      |
| 21       | Helmut Schutz         | Rallye Sport                             | Honda     | +1 Vuelta |      |
| Ret      | Alessandro Valesi     | Team Iberia                              | Honda     | Ret       |      |
| Ret      | Larry Moreno Vacondio |                                          | Suzuki    | Ret       |      |
| Ret      | Randy Mamola          | Cagiva Corse                             | Cagiva    | Ret       |      |
| Ret      | Christopher Burki     |                                          | Honda     | Ret       |      |
| Ret      | Marco Papa            | Team Greco                               | Honda     | Ret       |      |
| Ret      | Marco Gentile         | Fior Marlboro                            | Fior      | Ret       |      |
| Ret      | Christian Sarron      | Sonauto Gauloises Blondes Yamaha Mobil 1 | Yamaha    | Ret       |      |
| Ret      | Daniel Amatriain      | Ducados Lotus Guarz                      | Honda     | Ret       |      |
| Ret      | Wayne Gardner         | Rothmans Honda Team                      | Fior      | Ret       |      |
| Ret      | Niall Mackenzie       | Team HRC                                 | Honda     | Ret       |      |
| DNS      | Silvo Habat           | Fego Racing Team                         | Honda     | DNS       |      |
| Sources: |                       |                                          |           |           |      |

## Resultados 250cc
En el cuarto de litro, séptimo vencedor de un Gran Premio en siete carreras. En esta ocasión, el vencedor fue el suizo Jacques Cornu, que partió de la pole position y de la vuelta rápida. El alemán Reinhold Roth fue segundo y el español Juan Garriga, tercero.
| Pos. | Piloto               | Moto      | Tiempo   | Pts. |
| ---- | -------------------- | --------- | -------- | ---- |
| 1    | Jacques Cornu        | Honda     | 31.29.23 | 20   |
| 2    | Reinhold Roth        | Honda     | 31.29.85 | 17   |
| 3    | Juan Garriga         | Yamaha    | 31.30.21 | 15   |
| 4    | Dominique Sarron     | Honda     | 31.30.50 | 13   |
| 5    | Sito Pons            | Honda     | 31.39.29 | 11   |
| 6    | Masahiro Shimizu     | Honda     | 31.39.54 | 10   |
| 7    | Luca Cadalora        | Yamaha    | 31.57.89 | 9    |
| 8    | Manfred Herweh       | Yamaha    | 31.58.17 | 8    |
| 9    | Ivan Palazzese       | Yamaha    | 31.58.50 | 7    |
| 10   | Anton Mang           | Honda     | 32.04.25 | 6    |
| 11   | Engelbert Neumair    | Aprilia   | 32.14.50 | 5    |
| 12   | Martin Wimmer        | Yamaha    | 32.14.92 | 4    |
| 13   | Jean-Philippe Ruggia | Yamaha    | 32.15.11 | 3    |
| 14   | Harald Eckl          | Aprilia   | 32.15.37 | 2    |
| 15   | Maurizio Vitali      | Gazzaniga | 32.15.57 | 1    |
| 16   | Donnie McLeod        | EMC       | 32.16.19 |      |
| 17   | Guy Bertin           | Yamaha    | 32.16.49 |      |
| 18   | August Auinger       | Aprilia   | 32.16.98 |      |
| 19   | Stefan Klabacher     | Aprilia   | 32.33.36 |      |
| 20   | Hans Becker          | Yamaha    | 32.33.69 |      |
| 21   | Helmut Bradl         | Honda     | 32.33.98 |      |
| 22   | Stefano Caracchi     | Honda     | 32.40.66 |      |
| 23   | Jean-François Baldé  | Defi      | 32.53.81 |      |
| 24   | Kevin Mitchell       | Yamaha    | 32.54.06 |      |
| 25   | Massimo Matteoni     | Yamaha    | 32.54.30 |      |
| 26   | Iván Troisi          | Yamaha    | 32.54.72 |      |
| 27   | Jochen Schmid        | Honda     | 32.55.33 |      |
| 28   | Garry Cowan          | Yamaha    | 1 Vuelta |      |
| Ret  | Carlos Cardús        | Honda     | Ret      |      |
| Ret  | Bruno Casanova       | Aprilia   | Ret      |      |
| Ret  | Urs Lüzi             | Honda     | Ret      |      |
| Ret  | Javier Cardelús      | Aprilia   | Ret      |      |
| Ret  | Carlos Lavado        | Yamaha    | Ret      |      |
| Ret  | Hans Lindner         | Honda     | Ret      |      |
| Ret  | Siegfried Minich     | Yamaha    | Ret      |      |
| Ret  | Thomas Bacher        | Rotax     | Ret      |      |
| DNS  | Loris Reggiani       | Aprilia   | DNS      |      |
| DNQ  | Paolo Casoli         | Garelli   | DNQ      |      |
| DNQ  | Martin Renfrey       | Honda     | DNQ      |      |
| DNQ  | Alberto Puig         | Honda     | DNQ      |      |
| DNQ  | Wilhelm Hörhager     | Honda     | DNQ      |      |
| DNQ  | Jean Foray           | Yamaha    | DNQ      |      |
| DNQ  | Hervé Duffard        | Honda     | DNQ      |      |
| DNQ  | Alain Bronec         | Honda     | DNQ      |      |

## Resultados 125cc
Tercer vcitoria en cuatro Grandes Premios en 125 para el español Jorge Martínez Aspar que ha precedido al italiano Ezio Gianola y del alemán Stefan Prein.
| Pos. | Piloto               | Moto     | Tiempo   | Pts. |
| ---- | -------------------- | -------- | -------- | ---- |
| 1    | Jorge Martínez Aspar | Derbi    | 35.03.59 | 20   |
| 2    | Ezio Gianola         | Honda    | 35.07.91 | 17   |
| 3    | Stefan Prein         | Honda    | 35.08.12 | 15   |
| 4    | Mandy Fischer        | Rotax    | 35.08.86 | 13   |
| 5    | Mike Leitner         | LCR      | 35.09.08 | 11   |
| 6    | Hans Spaan           | Honda    | 35.09.46 | 10   |
| 7    | Gerhard Waibel       | Honda    | 35.09.67 | 9    |
| 8    | Alfred Waibel        | Waibel   | 35.09.93 | 8    |
| 9    | Gastone Grassetti    | Honda    | 35.13.04 | 7    |
| 10   | Hubert Abold         | Honda    | 35.13.51 | 6    |
| 11   | Adi Stadler          | Honda    | 35.16.24 | 5    |
| 12   | Julián Miralles      | Honda    | 35.16.54 | 4    |
| 13   | Thierry Feuz         | Rotax    | 35.18.29 | 3    |
| 14   | Johnny Wickström     | Honda    | 35.34.64 | 2    |
| 15   | Robin Appleyard      | Honda    | 35.34.86 | 1    |
| 16   | Hisashi Unemoto      | Honda    | 35.35.55 |      |
| 17   | Heinz Lüthi          | Honda    | 35.39.49 |      |
| 18   | Allan Scott          | Honda    | 35.43.19 |      |
| 19   | Koji Takada          | Honda    | 35.43.63 |      |
| 20   | Jörg Seel            | Seel     | 35.52.61 |      |
| 21   | Jean-Claude Selini   | Honda    | 36.05.49 |      |
| 22   | Robin Milton         | Honda    | 36.05.84 |      |
| 23   | Jussi Hautaniemi     | Honda    | 36.20.39 |      |
| 24   | Krysztof Galatowicz  | Honda    | 36.20.75 |      |
| 25   | Bady Hassaine        | Honda    | 36.20.98 |      |
| Ret  | Pier Paolo Bianchi   | Cagiva   | Ret      |      |
| Ret  | Manuel Herreros      | Derbi    | Ret      |      |
| Ret  | Domenico Brigaglia   | Rotax    | Ret      |      |
| Ret  | Ian McConnachie      | Cagiva   | Ret      |      |
| Ret  | Reinhard Strack      | Honda    | Ret      |      |
| Ret  | Stefan Dörflinger    | Krauser  | Ret      |      |
| Ret  | Corrado Catalano     | Aprilia  | Ret      |      |
| Ret  | Juan Ramón Bolart    | JJ Cobas | Ret      |      |
| Ret  | Esa Kytölä           | Honda    | Ret      |      |
| Ret  | Lucio Pietroniro     | Honda    | Ret      |      |
| Ret  | Norbert Peschke      | Rotax    | Ret      |      |
| Ret  | Andrés Sánchez       | Rotax    | Ret      |      |
| DNQ  | Jos van Dongen       | Casal    | DNQ      |      |
| DNQ  | Günter Schirnhofer   | Honda    | DNQ      |      |
| DNQ  | Manuel Hernández     | Honda    | DNQ      |      |
| DNQ  | Fausto Gresini       | Garelli  | DNQ      |      |
| DNQ  | Luis Miguel Reyes    | Garelli  | DNQ      |      |
| DNQ  | Kar Dauer            | Hummel   | DNQ      |      |
| DNQ  | August Weissner      | Holub    | DNQ      |      |
| DNQ  | Christian Le Badezet | Honda    | DNQ      |      |
| DNQ  | Flemming Kistrup     | Derbi    | DNQ      |      |
| DNQ  | Serge Julin          | Rotax    | DNQ      |      |
| DNQ  | Håkan Olsson         | ESW      | DNQ      |      |
| DNQ  | Paolo Scappini       | Honda    | DNQ      |      |